# Route nationale 678
Pour les articles homonymes, voir Route 678.
La route nationale 678, ou RN 678, est une ancienne route nationale française reliant Laguenne (près de Tulle) à la Sauvetat (au sud de Clermont-Ferrand) via Mauriac.

## Histoire
La réforme de 1972 a entraîné le déclassement de cette route ; la gestion est confiée aux conseils généraux des trois départements traversés que sont la Corrèze, le Cantal et le Puy-de-Dôme. Elle devient ainsi la RD 978 en Corrèze et dans le Puy-de-Dôme et la RD 678 dans le Cantal.

## Tracé
Les communes et cols traversés étaient :
- Laguenne, commune déléguée de Laguenne-sur-Avalouze ;
- Chanac-les-Mines ;
- Malangle, commune de Chanac-les-Mines ;
- La Cireygeade, commune de Saint-Martial-de-Gimel ;
- Clergoux ;
- Marcillac-la-Croisille ;
- Saint-Merd-de-Lapleau ;
- Laval-sur-Luzège (avec passages sur la Luzège et la Dordogne) ;
- Chalvignac ;
- Mauriac ;
- Le Vigean ;
- Pons, commune d'Anglards-de-Salers ;
- Moussages ;
- Trizac ;
- Col de Besseyre ;
- Valette ;
- Riom-ès-Montagnes ;
- Saint-Amandin ;
- Condat ;
- Chanterelle ;
- Égliseneuve-d'Entraigues ;
- Le Faux, commune de Besse-et-Saint-Anastaise (RD 149) ;
- Besse-et-Saint-Anastaise ;
- Le Cheix, commune de Saint-Diéry ;
- Saint-Diéry ;
- Rivalet, commune de Grandeyrolles.

Entre Rivalet et Champeix, la route nationale 678 était en tronc commun avec la route nationale 496 (devenue la route départementale 996), qui traversait également la commune de Montaigut-le-Blanc. La route poursuit vers :
- Plauzat ;
- La Sauvetat, où elle rejoignait la route nationale 9.

Au-delà, la route départementale 978 continue vers Veyre-Monton, Orcet, Noalhat (commune de La Roche-Blanche) et Pérignat-lès-Sarliève, bien que ce tronçon appartenait à la route nationale 9. La section de route traversant Pérignat-lès-Sarliève a été transférée à Clermont Auvergne Métropole en 2018 ; cette route est même renumérotée route métropolitaine 978 (RM 978).[réf. souhaitée]

## Galerie d'images

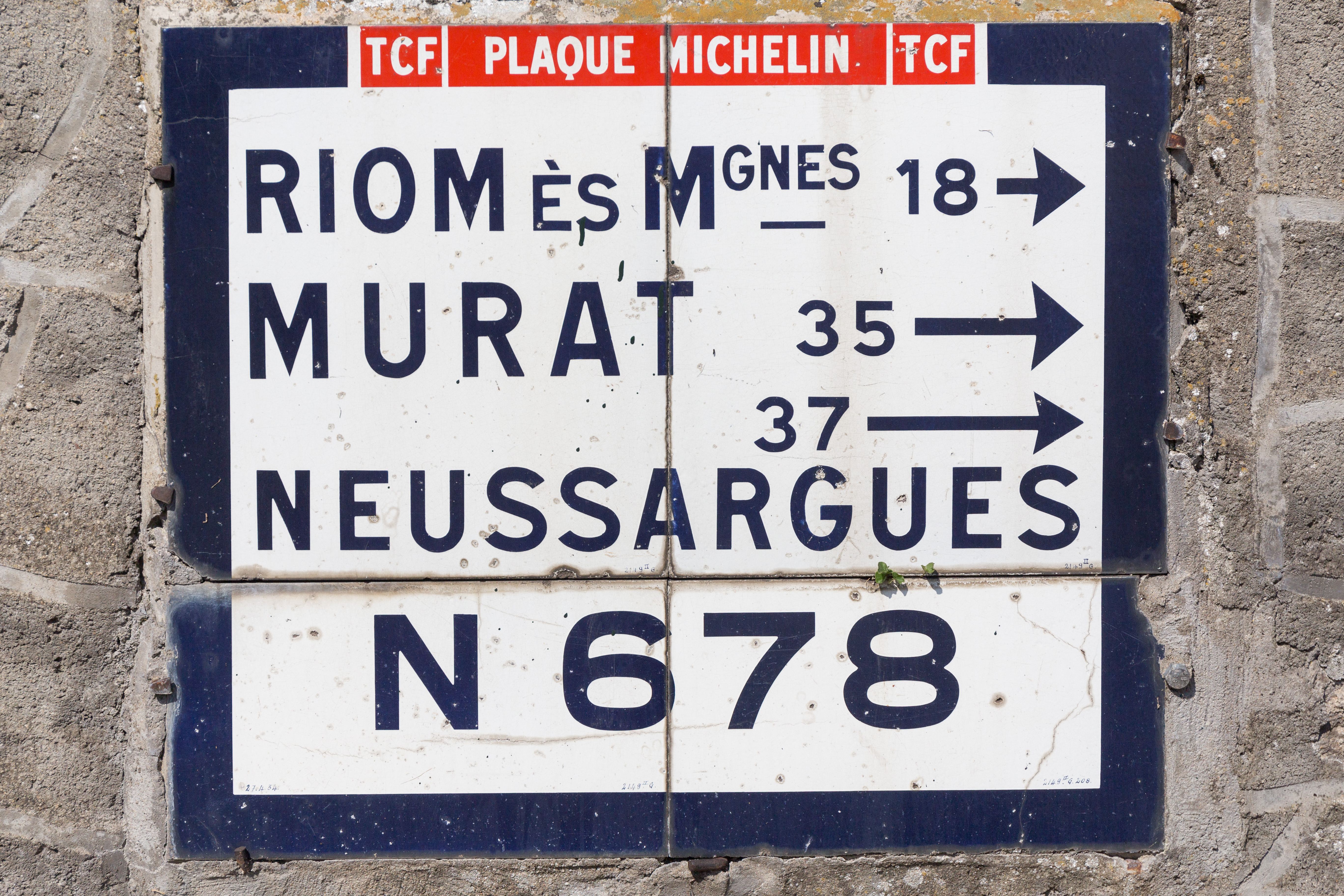
Plaque Michelin sur l'ancienne N 678, Grande Rue à Condat.
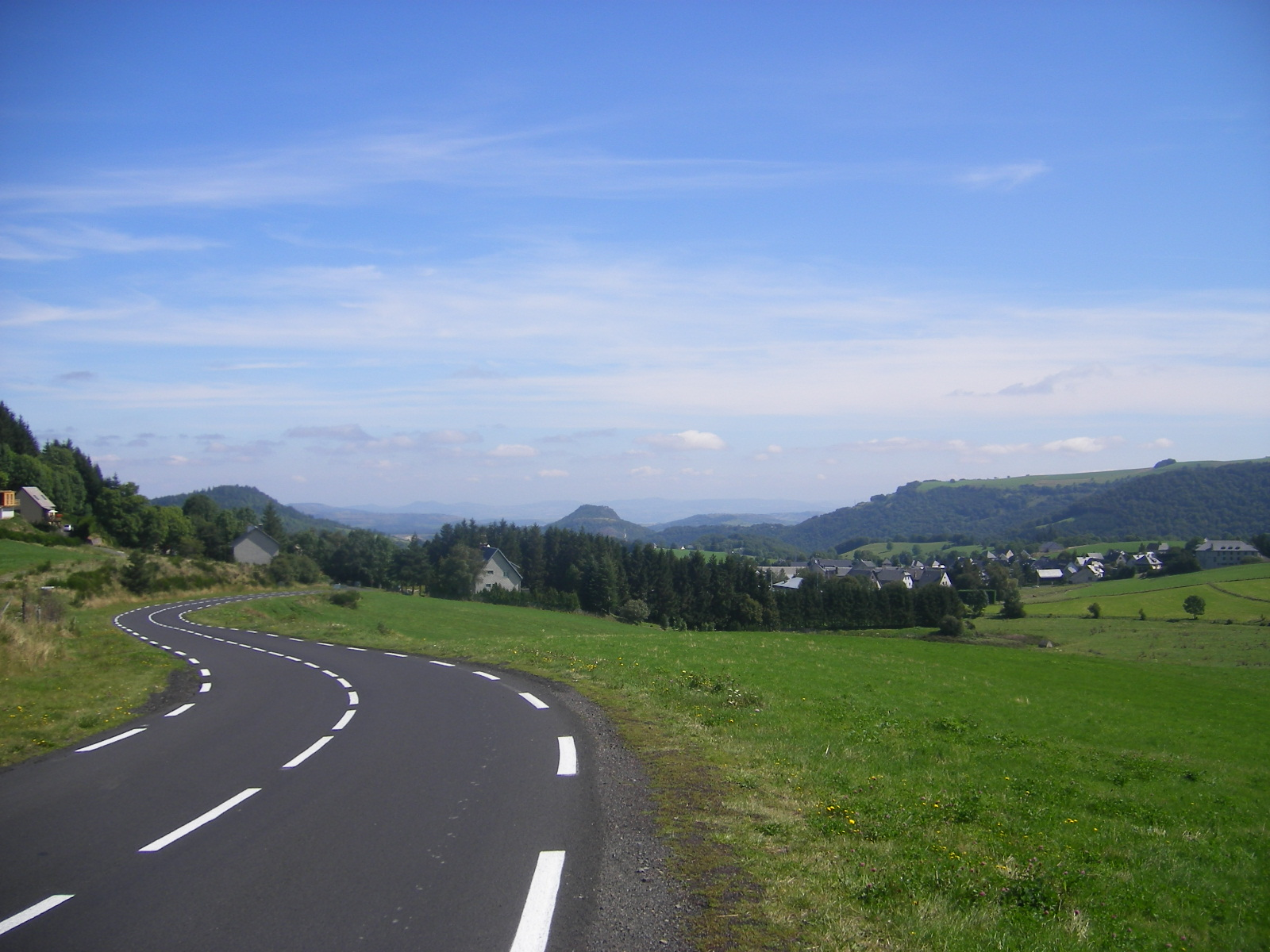
L'ex RN 678 près de Besse-en-Chandesse
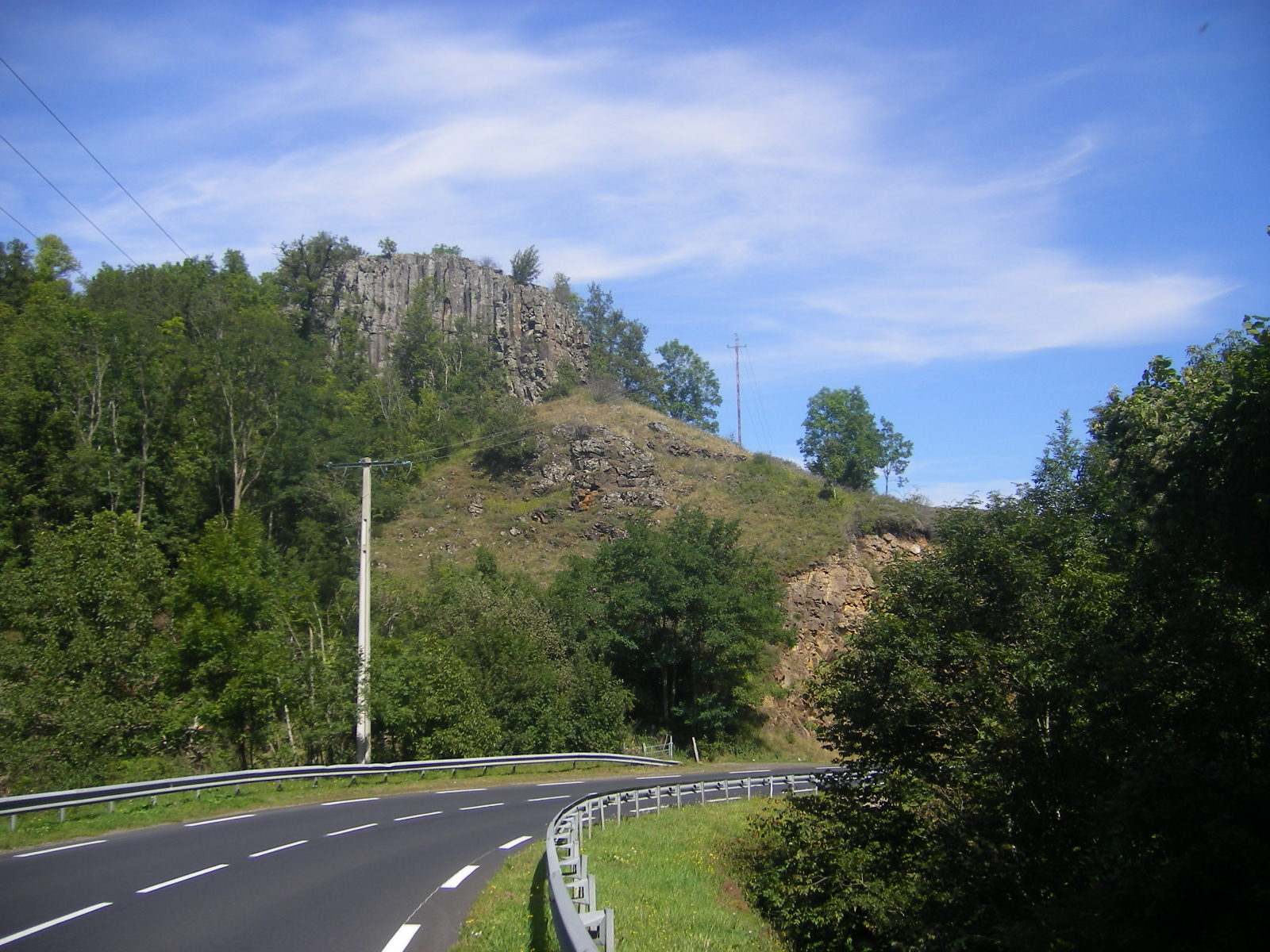
L'ex RN 678 entre Besse et Saint-Diéry
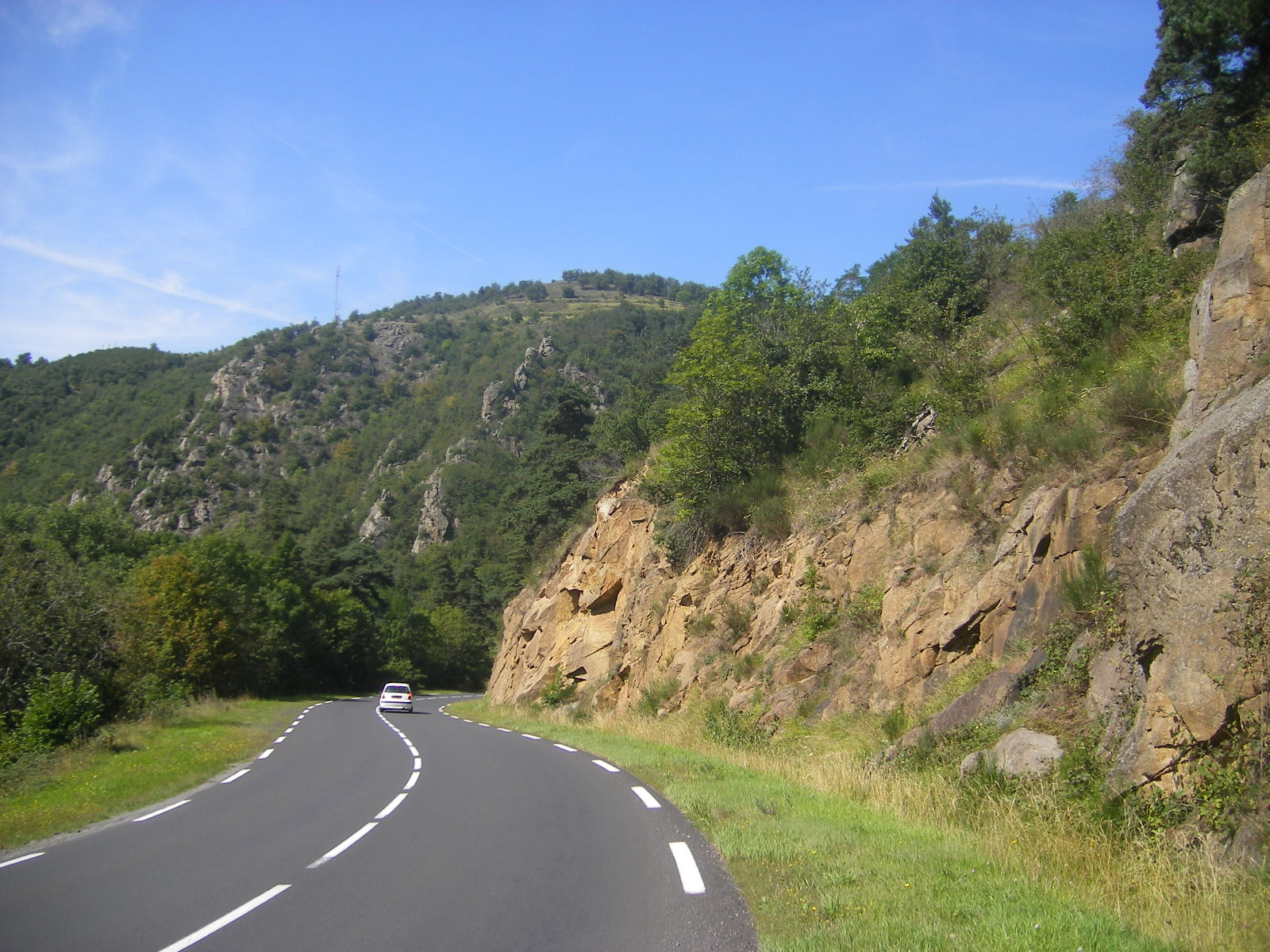
L'ex RN 678 entre Saint-Diéry et Grandeyrolles
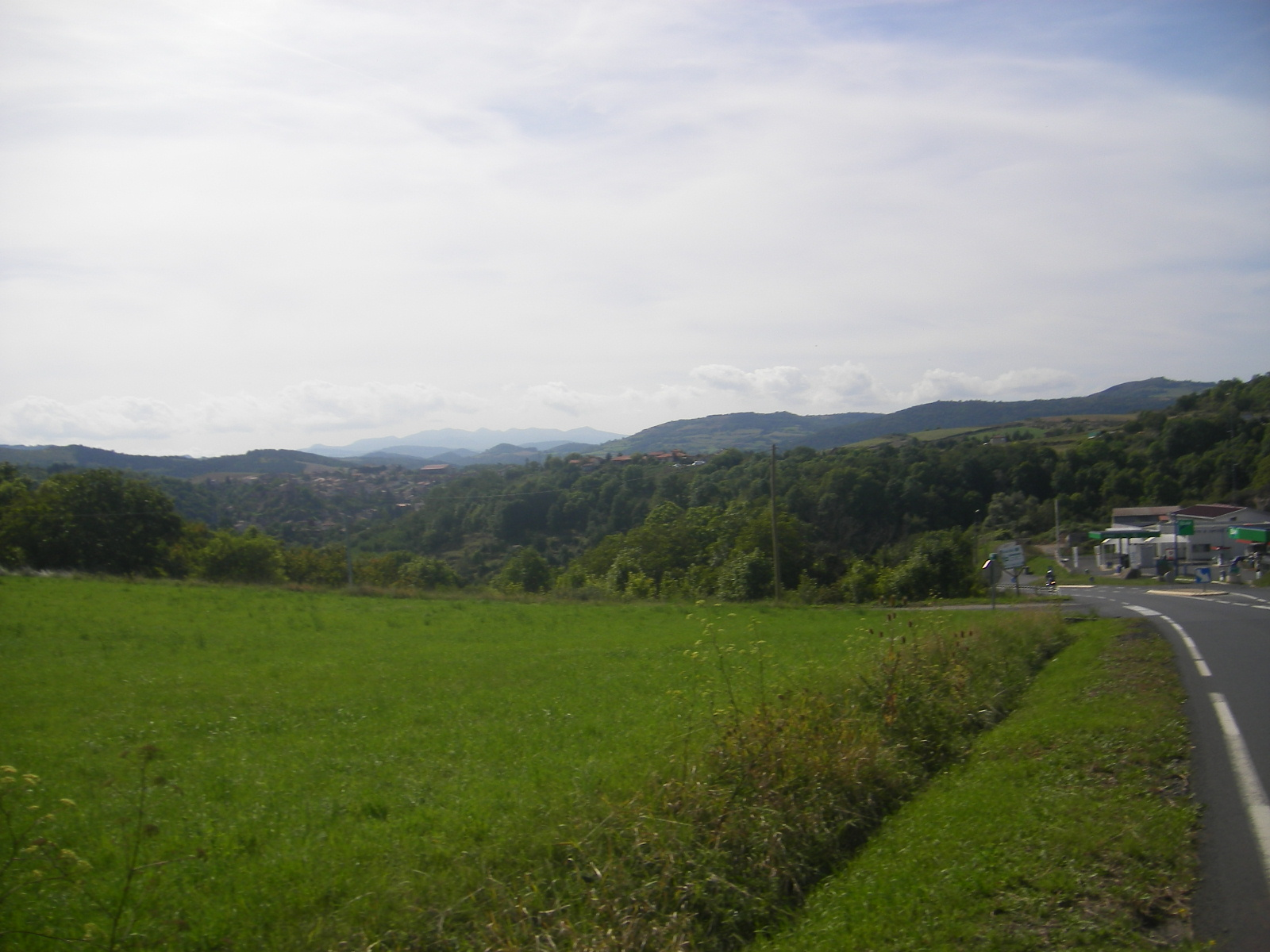
L'ex RN 678 entre Champeix et Plauzat